# Tone Kralj
Tone Kralj, slovenski slikar, grafik in kipar, * 23. avgust 1900, Zagorica, Dobrepolje, † 9. september 1975, Ljubljana.

## Življenjepis
Rodil se je očetu Janezu (po poklicu kmet, rezbar in podobar) in materi Marjeti (rojena Sever). Tone Kralj je med letoma 1920 in 1923 študiral kiparstvo v Pragi, kasneje pa se je izpopolnjeval na Dunaju, v Parizu in Benetkah. V Rimu je študiral tudi arhitekturo, vendar ga ta ni tako zanimala, zato se je bolj posvetil umetniškemu ustvarjanju. Bil je brat slikarja in kiparja Franceta Kralja.

### Umetniška pot
Do konca dvajsetih let je na tem področju tesno sodeloval z bratom Francetom, potem pa je razvil svoj stil monumentalnega realizma. V zgodnjih delih, ki kažejo odraz takratne dunajske in evropske umetnosti, prevladuje mehka, secesijska linija, motivi upodobitev pa so ekspresivno simbolični. Pri kasnejših delih figure postanejo močne, na neki način robustne (Pieta, 1934), s kompozicijskimi zasnovami in ostalimi likovnimi elementi pa dajejo specifičen stilni izraz. Kralj je teme za svoja dela iskal na različnih mestih. Njegov opus, poleg družinskih portretov (Avtoportret z ženo, 1932), zaobjema zgodovinske prizore kmečkih uporov in vojn (grafika), kmečkega in delavskega življenja (Rudarska mati, 1937) ter biblijske prizore (Saloma, Judita).  
Kot velik primorski rodoljub in krščanski humanist se je zelo izpostavil tudi kot protifašist, veliko njegovih slik in cerkvenih fresk upodablja fašiste kot zveri, Mussolinija pa kot hudiča. Najbolj znane iz tega obdobja so: Rapallo, Bičanje sv. Vida, Angelska gora 1942, nadangela Mihaela, odetega v barve slovenske trobojnice, ki prebada troglavega zmaja nadangela s simboli Italije, Nemčije in Japonske. Številni zavedni primorski duhovniki so ga sami vabili, da jim s temi motivi poslika cerkve. O tem največ piše zgodovinar Egon Pelikan v knjigi Tone Kralj in prostor meje.  
Leta 1954 je Tone Kralj prispeval ilustracije k ponatisu Levstikove zgodbe Martin Krpan, s katerimi je utrdil svoj status velikega umetnika s širokim zornim kotom.
V Galeriji Božidar Jakac v Kostanjevici na Krki je od leta 1974 odprta stalna razstava Toneta Kralja, retrospektivnega značaja, tam pa je razstavljenih okrog 100 del tega velikega slovenskega umetnika

## Stenske poslikave cerkva (izbor)
- Orlec na otoku Cres (cerkev svetega Antona Puščavnika)
- Soča
- Cerkev sv. Petra v Ilirski Bistrici []
- Cerkev sv. Martina v Slivju []
- Višarje
- Cerkev Marijinega imena na Mengorah
- Cerkev sv. Štefana, Šturje pri Ajdovščini
- Župnija Lokev
- Cerkev sv. Lucije, Most na Soči []
- Cerkev sv. Trojice, Katinara pri Trstu
- Cerkev sv. Matije, Slap pri Vipavi
- Cerkev Srca Jezusovega, Vrtojba
- Cerkev sv. Andreja, Štandrež
- Cerkev sv. Helene, Prem
- Cerkev sv. Lenarta, Volče na Tolminskem
- Cerkev sv. Nikolaja, Avber
- Cerkev sv. Petra in Pavla, Tomaj
- Cerkev Žalostne Matere božje, Miren pri Gorici
- Cerkev sv. Martina, Šmartno v Goriških Brdih
- Cerkev sv. Danijela, Dornberk

## Nagrade
- Prešernova nagrada za življenjsko delo na področju likovne umetnosti, 1972

## Razstave (izbor)
- XVII. umetnostna razstava (Jakopičev paviljon, Ljubljana, 1920)
- I. umetnostna razstava bratov Kralj (Akademski dom, Ljubljana, 1921)
- II. umetnostna razstava bratov Kralj (Jakopičev paviljon, Ljubljana, 1922)
- IV. razstava Kluba mladih – Razstava bratov Kralj (Akademski dom, Ljubljana, 1923
- Razstava slovenskih umetnikov (Hodonin, 1924)
- Mednarodna razstava dekorativne umetnosti in modernega industrijskega oblikovanja (Pariz, 1925)
- IX. razstava Kluba mladih – Razstava bratov Kralj (Akademski dom, Ljubljana, 1925)
- XV. beneški bienale (Benetke, 1926)
- XVI. beneški bienale (Benetke, 1928)
- Mednarodna razstava cerkvene umetnosti (Antwerpen, 1930)
- Velika jugoslovanska umetnostna razstava (London, 1930)
- XVII. beneški bienale (Benetke, 1930)
- Mednarodna razstava moderne sakralne umetnosti (Padova, 1931)
- Jugoslovanska razstava (Amsterdam, 1932)
- Jugoslovanska grafična in narodna umetnost (Saarbrücken, Metz 1933)
- Ljubljana, 1934 (Jakopičev paviljon) – samostojna
- Tone Kralj in Mara Kraljeva (Hagenbund na Dunaju, 1935)
- Razstava jugoslovanske umetnosti na svetovni razstavi (Pariz, 1937)
- Mednarodna umetnostna razstava (Strasbourg, 1937)
- Razstava jugoslovanskih umetnikov (Milano, 1939)
- Jubilejna umetnostna razstava (Jakopičev paviljon, Ljubljana 1940)
- Ljubljana, 1945, (Jakopičev paviljon, Ljubljana) – samostojna
- Slikarstvo in kiparstvo narodov Jugoslavije XIX. in XX. stoletja (1947: Beograd, Zagreb, Ljubljana, Moskva (Muzej Puškin), Leningrad (Ermitaž), Bratislava; 1948: Varšava (Narodni muzej)
- Sodobna jugoslovanska grafika (Ljubljana, 1950)
- XXVII. beneški bienale (Benetke, 1954)
- Ljubljana, 1954 (Mala galerija) – samostojna
- XYLON, Mednarodna razstava lesorezov (Berlin, 1955; Zürich, 1956)
- Sodobna jugoslovanska grafika (Peking, 1957)
- Avtoportret na Slovenskem (Ljubljana, 1958)
- 1929–1950: nadrealizem, postnadrealizem, socialna umetnost, umetnost NOR-a, socialistični realizem (Beograd, 1969)
- Lesorez na Slovenskem 1540–1970 (Slovenj Gradec, 1970)
- Kostanjevica na Krki, 1970, 1991 (Lamutov likovni salon) – samostojna
- Kostanjevica na Krki, 1974, 1988 (Galeriji Božidar Jakac) – samostojna
- Jugoslovanska grafika 1900–1950 (Ljubljana, 1978)
- Slovenska likovna umetnost 1945–1978 (Ljubljana, 1979)
- Ekspresionizem in nova stvarnost na Slovenskem 1920–1930 (Ljubljana, 1986; Beograd, 1987; Gradec, 1987)
- Sežana, 1984 (Kosovelova knjižnica) – samostojna
- Retrospektivna razstava Toneta Kralja (Moderna galerija, Ljubljana, 1998)
- Obrazi ekspresionizma (Kostanjevica na Krki, 2018; Kutna Gora, 2019)
- Kruha in iger: Slikarstvo Toneta Kralja 1941–1945, Muzej novejše in sodobne zgodovine Slovenije (Ljubljana, 2023)